# Schwarzwasser (Zwickauer Mulde)
Das Schwarzwasser (tschechisch Černá) ist ein rechter Nebenfluss der Zwickauer Mulde in Sachsen und Tschechien.

## Verlauf
Es entspringt am Hinteren Fichtelberg (1206 m) im Erzgebirge, fließt zunächst in westliche Richtung und trägt bis zur tschechischen Grenze unweit von Gottesgab (Boží Dar) zunächst den Namen Seifenbächel.
Bei der nicht mehr existierenden Neumühle zweigt der Plattner Kunstgraben (Blatensky přikop) ab, der einst Wasser des Schwarzwassers den Bergwerken im Bergrevier Platten (Horní Blatná) am Plattenberg als Aufschlagwasser zuführte.
Auf dem Gebiet der heutigen Tschechischen Republik lagen an dem Fluss die zum größten Teil nach dem Zweiten Weltkrieg durch die Vertreibung der deutschen Bevölkerung wüst gefallenen Orte Försterhäuser (Myslivny), Seifen (Ryžovna),  Zwittermühl (Háje), Jungenhengst (Luhy) und Brettmühl (Pila).
Bei Wittigsthal, einem Stadtteil von Johanngeorgenstadt, fließt das Schwarzwasser wieder nach Deutschland und nimmt den von Breitenbach (Potůčky) kommenden Breitenbach (Blatenský potok) auf.
Am weiteren Lauf des Schwarzwassers, das nun in nördliche Richtung fließt, wurden seit dem 16. Jahrhundert wegen der dort vorkommenden Eisenerzlagerstätten zahlreiche Hammerwerke errichtet. Zain-, Zeug- oder Stabhämmer wurden in Wittigsthal, Erlabrunn und Breitenhof betrieben.
Bei Erlabrunn fließt der Steinbach zu, an dem seit dem 16. Jahrhundert ein reger Zinnseifenbetrieb geherrscht hatte.
Zwischen Breitenbrunn/Erzgeb. und Antonsthal zweigt ein Graben ab, der das Pochwerk der Silberwäsche in Antonsthal bei Wassermangel mit Zusatzwasser versorgt. Dieser Graben ist eine besondere wasserwirtschaftliche Bauleistung, da er sich über mehrere Kilometer am Hang entlangwindet und schließlich in den von Nordwesten kommenden Halsbach mündet, kurz bevor jener das Schwarzwasser erreicht. In Antonsthal wurde 1831 die Eisenhütte König-Anton-Hütte errichtet. Auch in Erla stand ein bekanntes Eisenhütten- und Walzwerk, der Erlhammer.
Das Schwarzwasser durchfließt die Stadt Schwarzenberg, wo die Große Mittweida einmündet.
Kurz bevor sich der Fluss in Aue mit der Zwickauer Mulde vereint, befand sich an seinem rechten Ufer in dem Ort Niederpfannenstiel das bekannte Blaufarbenwerk Niederpfannenstiel.

Blick ins Schwarzwassertal von der Straße zwischen Grünhain-Beierfeld und Bernsbach auf den Spiegelwald, Schwarzenberg, die Morgenleithe, Lauter und den Talkessel von Aue (von links)

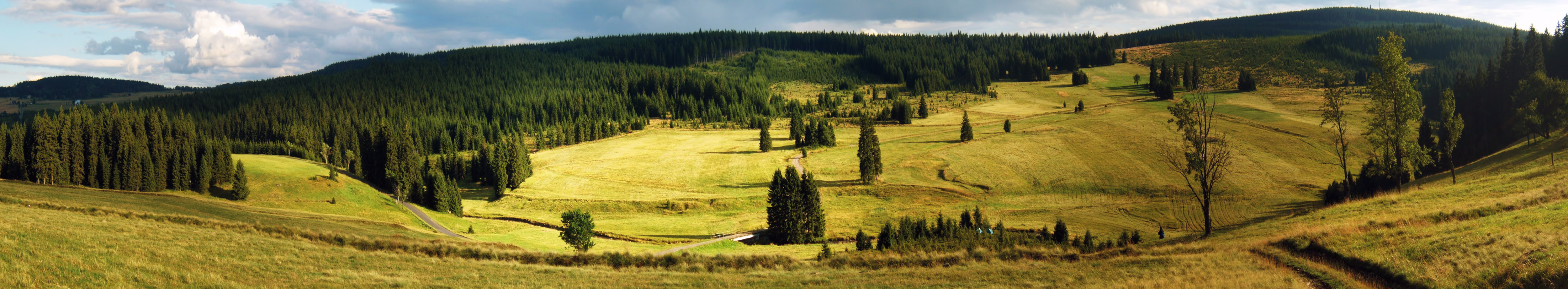
Oberes Schwarzwassertal bei der ehemaligen Ortschaft Zwittermühl (Háje)
(Blick nach Ryžovna (ganz links) und zum Plattenberg (ganz rechts))

## Geschichte
August Schumann schrieb im Vollständigen Staats-, Post- und Zeitungs-Lexikon von Sachsen, über das Schwarzwasser: 

„Dieser Fluß, anfänglich böhmisch […], gehört dann gänzlich zu Sachsen, und fast ausschließlich ins Kreisamt Schwarzenberg. Nächst unter Aue vereinigt er sich mit der nicht stärkeren, ja sogar hinsichtlich des Flußgebietes etwas unbedeutendern Zwickauer Mulde, welche aber ihren Namen weiter fort behauptet. Seinen Namen erhielt das Schwarzwasser im Gegensatz der Pöhl (ursprünglich Biela, d. i. Weißwasser), welche auch wirklich ein helleres Wasser führt, […]. Die Pöhl verdünnt diese braune Farbe bei Sachsenfeld sehr merklich. […]
Wegen der vielen Hüttenwerke ist die Fischerei in demselben verhältnismäßig gering, wiewohl ehemals, besonders bei Sachsenfeld, die trefflichsten Forellen bis zu 9 Pfund schwer, und bei Aue ansehnliche Lachse gefangen worden sind; groß dagegen ist, ohne noch an eine Menge von Mahl-, Bretmühlen, auch einige Oelmühlen zu denken, des Wassers Nutzen im Betrieb von Kunstwerken. Denn es liegen daran die Kunstgezeuge des Johannes am rothen Berge, der Irrgangs, mehrerer Eisenwerke bei Johanngeorgenstadt u. s. w., ferner 3 kleine böhmische Blaufarbenwerke, und das treffliche sächsische bei Pfannenstiehl, der Schwarzenberger Drathhammer, die Hammerwerke Wittichsthal, Breitenhof und Erlahammer, drei Hämmer zu Schwarzenberg und Untersachenfeld, mehrere Werke bei Platten u. s. w. Durch die Nebenwässer des Flusses aber werden noch 5 große Hammerwerke, 4 kleine Hämmer, ein wichtiges Drahtwerk, 3 Vitriolwerke u. s. w. in Umtrieb gesetzt.
Wichtig ist der Fluß noch durch die Holzflöße, indem jährlich 2600 Klafter 8/4liches Scheitholz, bestimmter- und ziemlich vieles unbestimmtermaßen, außerdem aber auch viel Stöcke geflößt werden. Jedes der 3 sächs. Hammerwerke erhält 350 Klafter, das Pfannenstiehler Werk gegen 1000 Klafter Scheite; die übrigen erhalten Schwarzenberg, Sachsenfeld, Beyerfeld, Bernsbach u. s. w. Man findet diese Flöße und die damit verbunden gewesene auf der Mittweide schon im J. 1571 im Gange; letztere war besonders ums J. 1669 stark, wo man die Waldungen am Erbisbach zu schlagen begann, und wo die landesh. Wälder der Erbisleite, des Kaffbergs, Hennebergs, der Hölle u. s. f. bis Gottesgabe hin auf 100.000 Schragen geschätzt wurden. […] Die Schwarzwasserflöße hat ihre Expedition in einem Privathause zu Schwarzenberg, und einen besonderen Floßmeister. Das Holz kommt fast lediglich aus den Domainenwäldern, wird von den Holzhauern im Winter auf Handschlitten an die Flüsse gefahren, und im Frühjahr in das angeschwollene, doch nicht durch Floßteiche künstlich zu verstärkende Wasser aufgeworfen. […].“

Einer der königlich-sächsischen Floßoberaufseher der „Wilzsch-, Mulden- und Schwarzwasserflößen“ war Gottlob Heinrich von Lindenau. Er starb 1830 in Neustädtel.

## Galerie

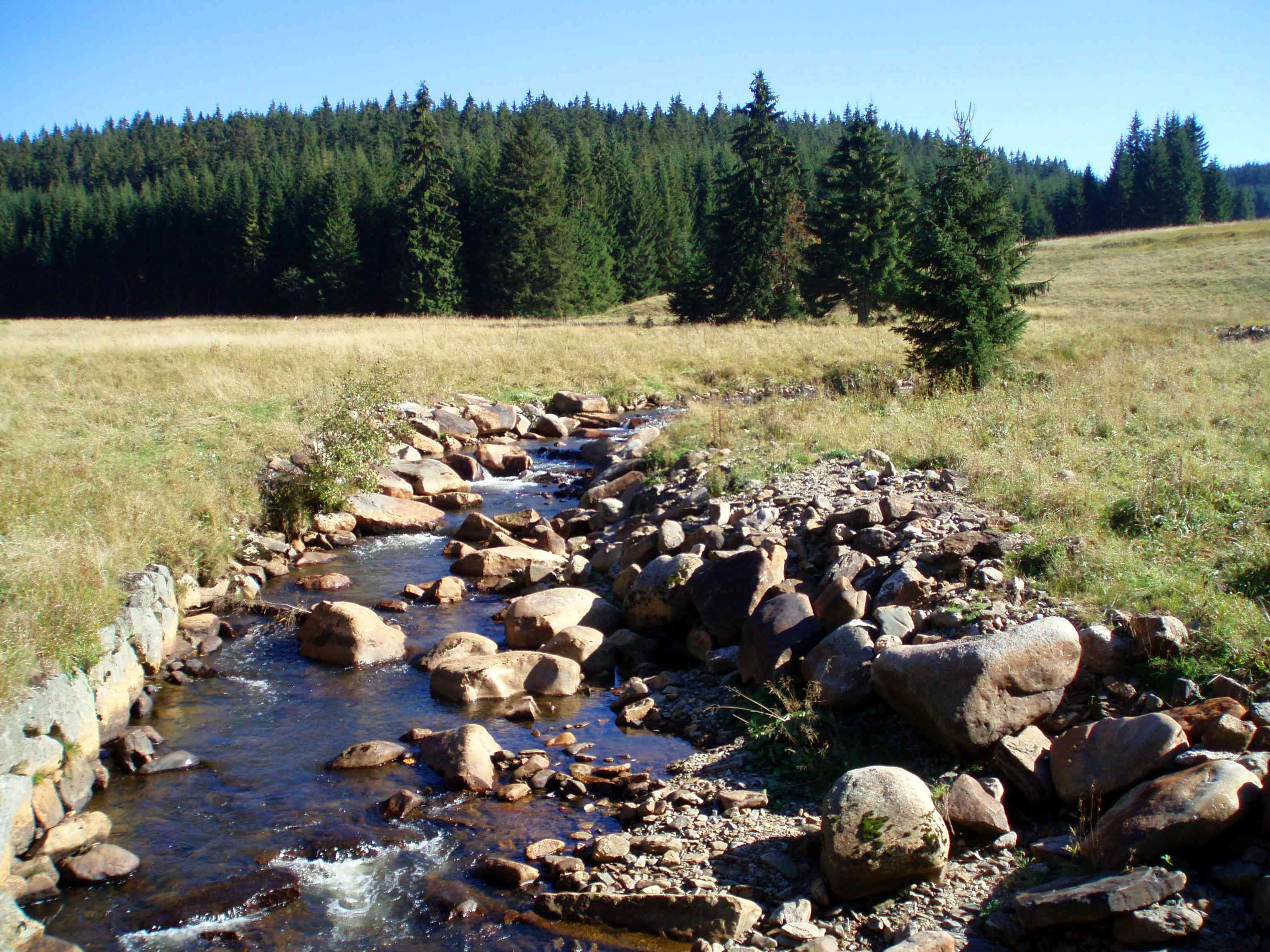
Das Schwarzwasser bei Luhy
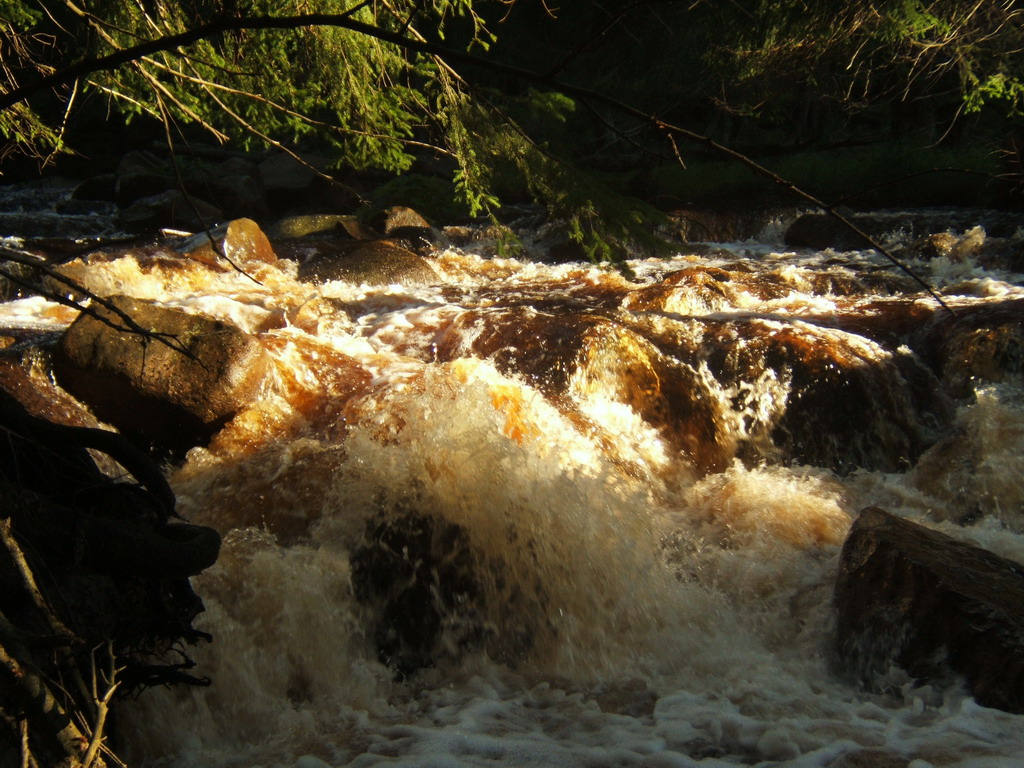
Das Schwarzwasser oberhalb von Potůčky
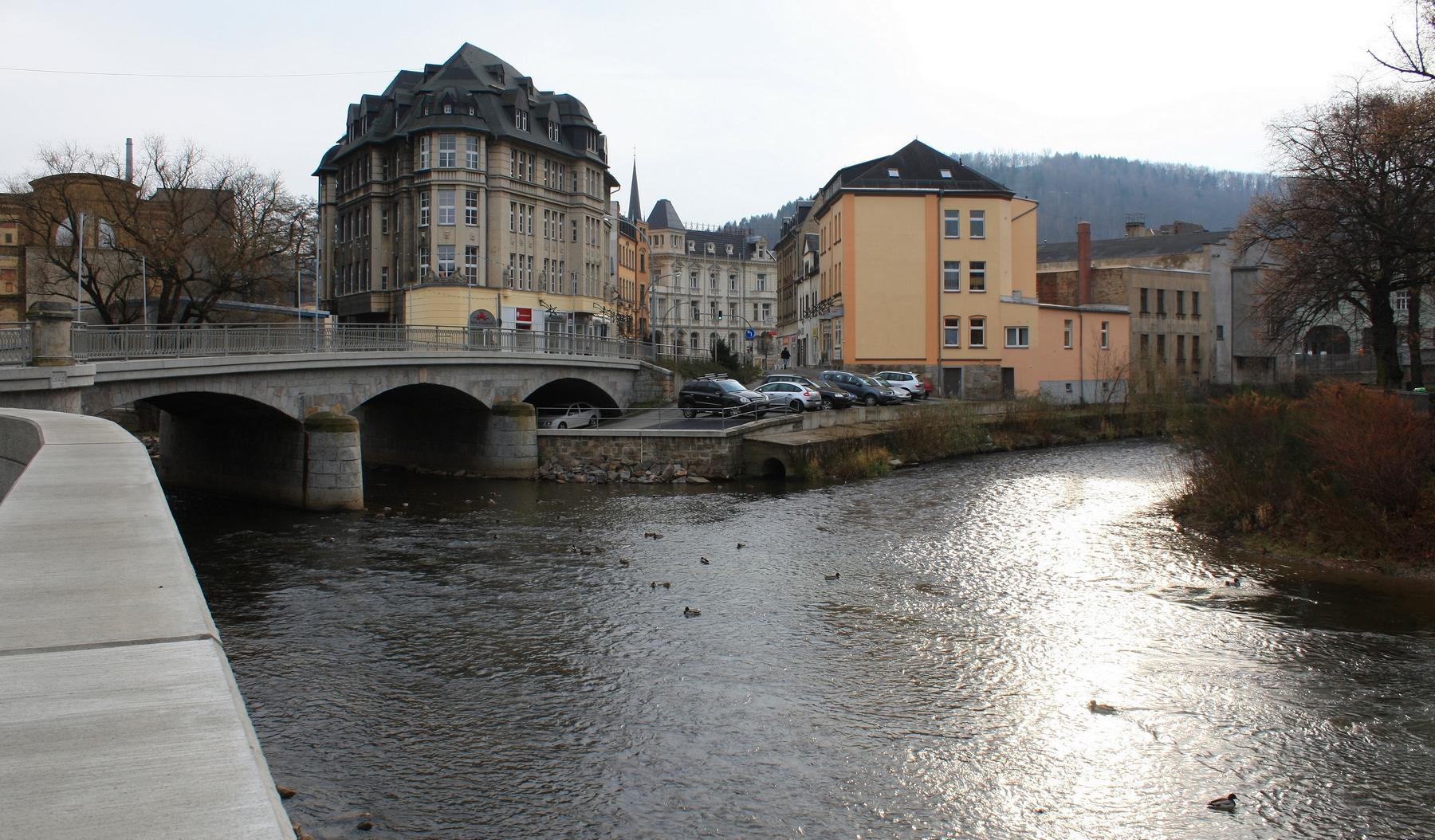
Aue: Mündung des Schwarzwassers (links) in die Mulde